# أوترايدرز
أوترايدرز (بالإنجليزية: Outriders)‏ هي لعبة أونلاين فقط،أكشن تقمص الأدوار،تصويب منظور الشخص الثالث طورتها شركة بيبول كان فلاي ونشرتها شركة سكوير إنكس.صدرت اللعبة على أجهزة مايكروسوفت ويندوز،بلاي ستيشن 4،بلاي ستيشن 5،إكس بوكس ون،إكس بوكس سيريس إكس وسيريس أس وجوجل ستاديا في 1 أبريل 2021.